# James Allan Mollison

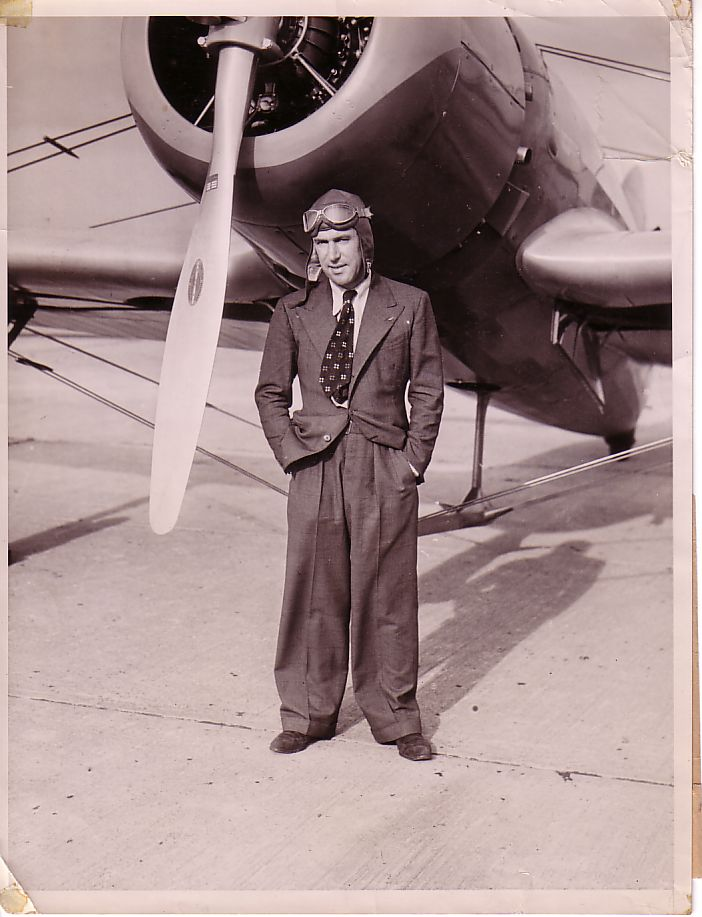
Mollison in den 1930er Jahren

James Allan „Jim“ Mollison (* 19. April 1905 in Glasgow; † 30. Oktober 1959) war ein schottischer Flugpionier.

## Die frühen Jahre
Bereits in frühester Jugend war Mollison von der Fliegerei fasziniert. So begann er eine Pilotenausbildung bei der britischen Luftwaffe (RAF), wo er später mit 18 Jahren der jüngste Offizier war. Nach seiner Ausbildung wurde er in die pakistanische Region Wasiristan versetzt.

## Karriere
Im Alter von 22 Jahren wurde Mollison der damals jüngste Fluglehrer an der Central Flying School der RAF. Bald darauf jedoch wechselte er in die RAF-Reserve und widmete sich der zivilen Luftfahrt. Von 1928 bis 1929 arbeitete er als Fluglehrer beim South Australian Aero Club in Adelaide, danach als Pilot bei den australischen Fluggesellschaften Eyre Peninsular Airways und Australian National Airways (ANA).
Mollison galt als ausgezeichneter Pilot und als Playboy. Hinsichtlich seiner fliegerischen Fähigkeiten wollte er sich – wie viele andere Piloten zu dieser Zeit – durch das Aufstellen von Rekorden im fliegerischen Bereich einen Namen machen. So setzte er im Juli/August 1931 mit einem Flug von Großbritannien nach Australien in acht Tagen und 19 Stunden eine neue Rekordmarke, und im März 1932 fand sein Rekordflug von Großbritannien nach Südafrika in vier Tagen und 17 Stunden statt.
Während eines seiner Flüge für die Australian National Airways lernte Mollison die berühmte Flugpionierin Amy Johnson kennen und machte ihr binnen acht Stunden nach ihrem ersten Zusammentreffen einen Heiratsantrag, den Johnson akzeptierte; im Juli 1932 fand die Hochzeit statt. In der Presse und der Öffentlichkeit erhielt das Ehepaar Mollison den Kosenamen The Flying Sweethearts. Unmittelbar nach der Heirat startete Amy Mollison zu einem Flug von Großbritannien nach Südafrika, um den noch bestehenden Rekord ihres Mannes für diese Strecke zu brechen.
Auch Mollison setzte seine Rekordversuche fort, und so war er am 18. August 1932 der erste Pilot, der den Atlantik in Ost-West-Richtung im Alleinflug überquerte; er startete zu diesem Flug in Portmarnock, Dublin, Irland und landete in New Brunswick in Kanada.
Im Februar 1933 flog Mollison als erster Soloflieger von Großbritannien nach Brasilien in einer Rekordzeit von drei Tagen und dreizehn Stunden mit einem Zwischenstopp in Afrika. Danach plante das Ehepaar Mollison einen gemeinsamen Rekordflug um die Erde, den sie am 22. Juli 1933 mit dem Start in Wales begannen. Jedoch stürzte ihr Flugzeug vor der geplanten Landung in Connecticut in den USA ab. Dabei wurden beide verletzt, und das beschädigte Flugzeug von Souvenirjägern zerstört.
Im Oktober 1934 nahmen die Mollisons mit einer De Havilland DH.88 Comet Black Magic beim MacRobertson-Luftrennen teil. Sie führten das Rennen vom Start an und lagen auch noch in Bagdad in Führung, mussten jedoch in Allahabad aufgeben, nachdem sie sich verflogen hatten und außerdem gezwungen waren, ungeeigneten Treibstoff zu tanken, der die Motoren zerstörte.
Aufgrund der Rivalität der Eheleute in der Fliegerei einerseits, andererseits wegen ständiger Alkohol- und Frauenexzesse Jim Mollisons wurde die Ehe 1938 geschieden, und Amy nahm danach wieder ihren Geburtsnamen an.

## Der Zweite Weltkrieg
Sowohl Mollison als auch seine Exfrau flogen während des Zweiten Weltkriegs für die Air Transport Auxiliary. Während eines Überführungsfluges 1941 kam Amy Johnson ums Leben. Von Jim Mollison ist überliefert, dass er zusammen mit seiner Copilotin Diana Barnato Walker und zwölf Passagieren durch Jäger der deutschen Luftwaffe beschossen wurde. Nach der Landung der beschädigten Avro Anson war Mollisons einzige Sorge, wie er an eine Tasse Tee gelangen könne.
Trotz der bekannten Alkoholprobleme Mollisons sind keine Zwischenfälle während der Vielzahl von Flügen für das Ferry Command und die Air Transport Auxiliary durch Trunkenheit bekannt.

## Nachkriegszeit
Nach dem Krieg ließ Mollison sich in London nieder und betrieb dort ein Wirtshaus. Er heiratete Maria Clasina E. Kamphuis am 26. September 1949. Aufgrund seiner andauernden Alkoholprobleme wurde ihm 1953 vom Civil Aviation Authority Medical Board die Pilotenlizenz entzogen. Die Eheleute trennten sich, aber Maria kaufte ihm noch das Carisbrooke Hotel in Surbiton, eine Einrichtung für Abstinenzler. Mollison starb am 30. Oktober 1959.

## Trivia
Der Film "They Flew Alone" (Titel in den USA: "Wings and the Woman") aus dem Jahre 1942 beschreibt die Geschichte von Amy Johnson und behandelt auch die Zeit ihrer Ehe mit Mollison.
Verschiedene Straßen im Vereinigten Königreich wurden nach Mollison benannt.
| Personendaten    | Personendaten             |
| ---------------- | ------------------------- |
| NAME             | Mollison, James Allan     |
| ALTERNATIVNAMEN  | Mollison, Jim (Spitzname) |
| KURZBESCHREIBUNG | schottischer Flugpionier  |
| GEBURTSDATUM     | 19. April 1905            |
| GEBURTSORT       | Glasgow                   |
| STERBEDATUM      | 30. Oktober 1959          |